# Prins Moulay Abdellahstadion
Het Prins Moulay Abdellahstadion (Arabisch: ملعب الأمير مولاي عبد الله) is een multifunctioneel stadion in Rabat, een stad in Marokko. Het wordt nog gebouwd. Het stadion zal deel uitmaken van een groter sportcomplex waarin ook atletiekwedstrijden, een binnenhal en Olympische zwembad zijn. Het stadion is vernoemd naar Prins Moulay Abdallah (1935–1983). 

## Bouw
De locatie waarop dit stadion wordt gebouwd is dezelfde als het oude stadion, dat met dezelfde naam op deze plek stond en volledig werd afgebroken in 2023. Bij de bouw zijn architectenbureaus Orange Atelier en Populous betrokken. Het stadion heeft een capaciteit van 68.700 toeschouwers.

## Gebruik
Het stadion zal worden gebruikt op het Afrikaans kampioenschap voetbal 2025. Er staan zeven wedstrijden gepland, drie in de groepsfase, een achtste finale, een kwartfinale, een halve finale en de finale op zondag 18 januari 2026. Ook zal het stadion worden gebruikt op het wereldkampioenschap voetbal 2030.
De voetbalclub FAR Rabat zal dit stadion gaan gebruiken voor hun thuiswedstrijden.